# ニック・ワトニー
ニック・ワトニー（Nick Watney, 1981年4月25日 - ）は、アメリカカリフォルニア州サクラメント出身のプロゴルファーである。プロで9勝を挙げており、自己最高ワールドゴルフランキングは9位。
2011年のクイックン・ローンズ・ナショナルで優勝を獲得し、初めて世界ランキングトップ10入りを果たした。